# Lac Topaz
Le lac Topaz (en anglais : Topaz Lake) est un lac américain à la frontière du comté de Mono, en Californie, et du comté de Douglas, au Nevada. Il est situé à 1 527 mètres d'altitude sur le cours de la West Walker. Il est situé pour moitié dans la forêt nationale de Humboldt-Toiyabe.